# Обертрубах
Обертрубах (нім. Obertrubach) — громада в Німеччині, розташована в землі Баварія. Підпорядковується адміністративному округу Верхня Франконія. Входить до складу району Форхгайм.
Площа — 21,14 км2. Населення становить 2236 ос. (станом на 31 грудня 2020).